# Dirhicnus ramealis
Dirhicnus ramealis är en stekelart som först beskrevs av Christian Gottfried Daniel Nees von Esenbeck 1834.  Dirhicnus ramealis ingår i släktet Dirhicnus och familjen puppglanssteklar. Arten är reproducerande i Sverige. Inga underarter finns listade i Catalogue of Life.